# Reggie Bullock
Reginald Ryedell „Reggie” Bullock (ur. 16 marca 1991 w Baltimore) – amerykański koszykarz, występujący na pozycji obrońcy, od 2023 zawodnik Houston Rockets.
W 2010 wystąpił w meczu wschodzących gwiazd - Nike Hoop Summit oraz McDonald’s All-American.
W lipcu 2015 został zawodnikiem Detroit Pistons.
6 lutego 2019 trafił w wyniku wymiany do Los Angeles Lakers. 16 lipca dołączył do New York Knicks.
6 sierpnia 2021 zawarł umowę z Dallas Mavericks. 4 października 2023 został zawodnikiem Houston Rockets.

## Osiągnięcia
Stan na 10 października 2023, na podstawie, o ile nie zaznaczono inaczej.
NCAA
- Uczestnik rozgrywek:
  - Elite 8 turnieju NCAA (2011, 2012)
  - turnieju NCAA (2011–2013)
- Mistrz sezonu zasadniczego konferencji Atlantic Coast (ACC – 2011, 2012)
- Zaliczony do:
  - I składu turnieju ACC (2013)
  - II składu All-ACC (2013)[9]

NBA
- Laureat nagrody NBA Social Justice Champion Award (2022)